# Вішнево (гміна)
Гміна Вішнево (пол. Gmina Wiśniewo) — сільська гміна у центральній Польщі. Належить до Млавського повіту Мазовецького воєводства.
Станом на 31 грудня 2011 у гміні проживало 5394 особи.

## Площа
Згідно з даними за 2007 рік площа гміни становила 99.31 км², у тому числі:
- орні землі: 88.00%
- ліси: 4.00%

Таким чином, площа гміни становить 8.48% площі повіту.

## Населення
Станом на 31 грудня 2011:
| Опис     | Загалом | Загалом | Чоловіки | Чоловіки | Жінки | Жінки |
| -------- | ------- | ------- | -------- | -------- | ----- | ----- |
| одиниця  | осіб    | %       | осіб     | %        | осіб  | %     |
| все      | 5394    | 100     | 2736     | 50.72    | 2658  | 49.28 |
| міське   | 0       | 100     | 0        |          | 0     |       |
| сільське | 5394    | 100     | 2736     | 50.72    | 2658  | 49.28 |

## Сусідні гміни
Гміна Вішнево межує з такими гмінами: Ліповець-Косьцельни, Млава, Ступськ, Стшеґово, Шидлово, Шренськ.